# Neosauropoda
Neosauropoda ist die Bezeichnung sauropoder Dinosaurier. Sie umfasst die Diplodocoidea und die Macronaria.
Ein typischer basaler Neosauropode ist die Gattung Haplocanthosaurus. Er lebte vor etwa 155 Millionen Jahren im späten Jura. Auch spätere Gattungen, einschließlich Diplodocus, Apatosaurus und Brachiosaurus, werden als Neosauropoda definiert.
Das Taxon wurde 1986 von José Fernando Bonaparte definiert.

## Merkmale
Neosauropoden waren meist sehr große sich stets quadruped (vierfüßig) fortbewegende Pflanzenfresser (Herbivoren). Der Körperbau war bei allen Neosauropoden ähnlich und ist durch einen meist sehr langen Hals und Schwanz, einen massigen, tonnenförmigen Körper mit säulenartigen Beinen sowie einen proportional kleinen Kopf gekennzeichnet. Ihre Größe reicht von sechs Metern Länge bei der in Deutschland entdeckten Inselform Europasaurus bis zu über 30 Metern Länge und vermutlich über 70 Tonnen Gewicht bei Riesenformen wie Argentinosaurus, deren tatsächliche Größe sich jedoch – aufgrund der meist nur fragmentarischen Funde – nur schätzen lässt.
Etwas ältere Abbildungen zeigen, vor allem bei den Diplodocoiden und Titanosauriern, wie sie ihre langen Hälse ähnlich einer Giraffe zum Abweiden von Bäumen fast senkrecht in die Höhe strecken und den Schwanz hinter sich herschleifen. Heute wird davon ausgegangen, dass die meisten Neosauropoden den Hals waagerecht über den Boden hielten. Inwieweit der Hals seitlich und vertikal bewegbar war, hängt jedoch von den einzelnen Gattungen und ihrer Wirbelbeschaffenheit ab. Das fast völlige Fehlen von Schwanzabdrücken in fossilen Fährten lässt darauf schließen, dass der Schwanz stets über dem Boden gehalten wurde.

## Systematik

### Äußere Systematik
Das Kladogramm zeigt die äußere Systematik innerhalb der Eusauropoda; vereinfacht nach Upchurch et al. aus dem Jahr 2004:

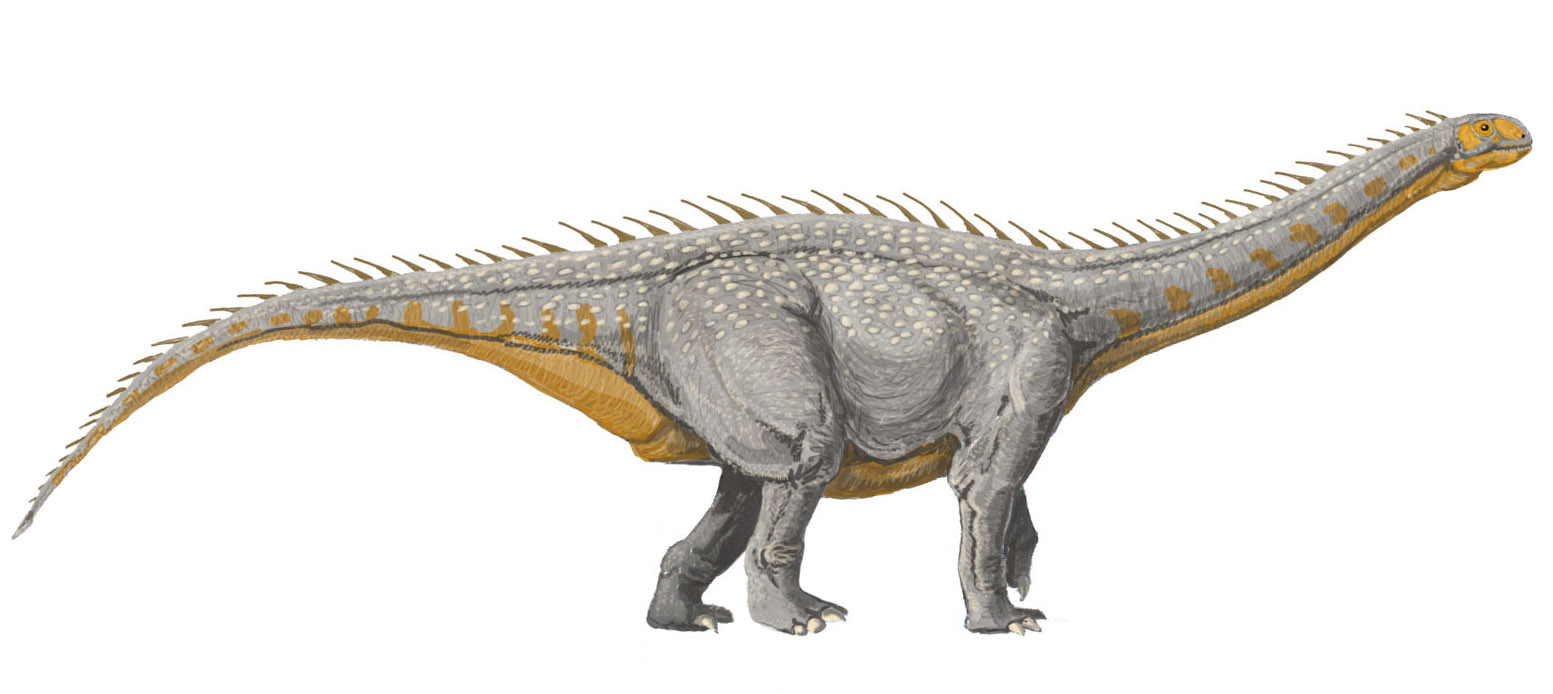
Barapasaurus

|                         | Shunosaurus                                                  |
|                         |                                                              |
|                         | \| \| Barapasaurus \| \| \| \| \| \| Cetiosaurus \| \| \| \| |
|                         |                                                              |
|                         | Neosauropoda                                                 |
| Vorlage:Klade/Wartung/3 |                                                              |
|                         | Barapasaurus                                                 |
|                         |                                                              |
|                         | Cetiosaurus                                                  |
|                         |                                                              |

|  | Barapasaurus |
|  |              |
|  | Cetiosaurus  |
|  |              |

|                         | Shunosaurus                                                  |
|                         |                                                              |
|                         | \| \| Barapasaurus \| \| \| \| \| \| Cetiosaurus \| \| \| \| |
|                         |                                                              |
|                         | Neosauropoda                                                 |
| Vorlage:Klade/Wartung/3 |                                                              |
|                         | Barapasaurus                                                 |
|                         |                                                              |
|                         | Cetiosaurus                                                  |
|                         |                                                              |

|  | Barapasaurus |
|  |              |
|  | Cetiosaurus  |
|  |              |

### Innere Systematik

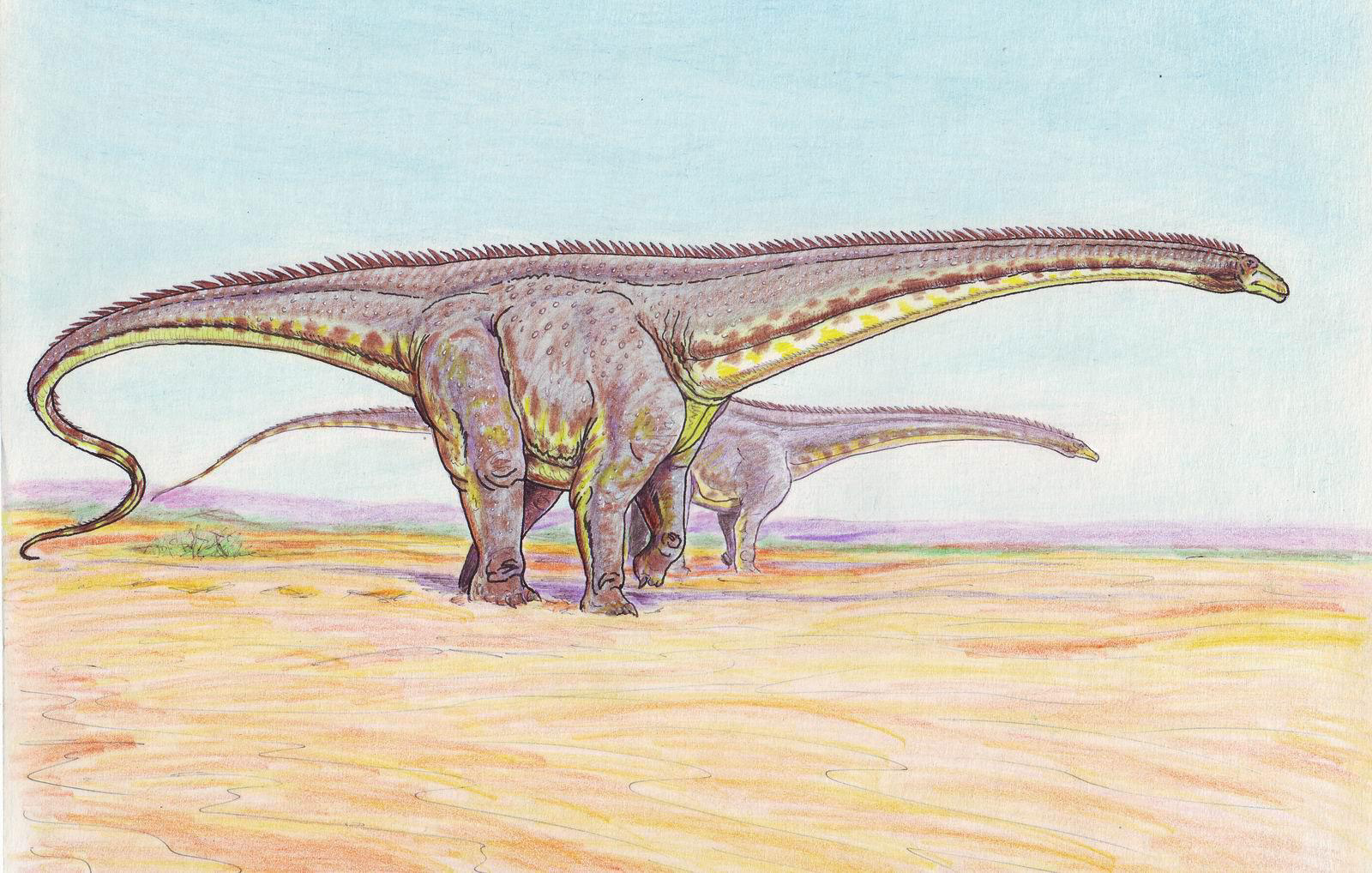
Diplodocus

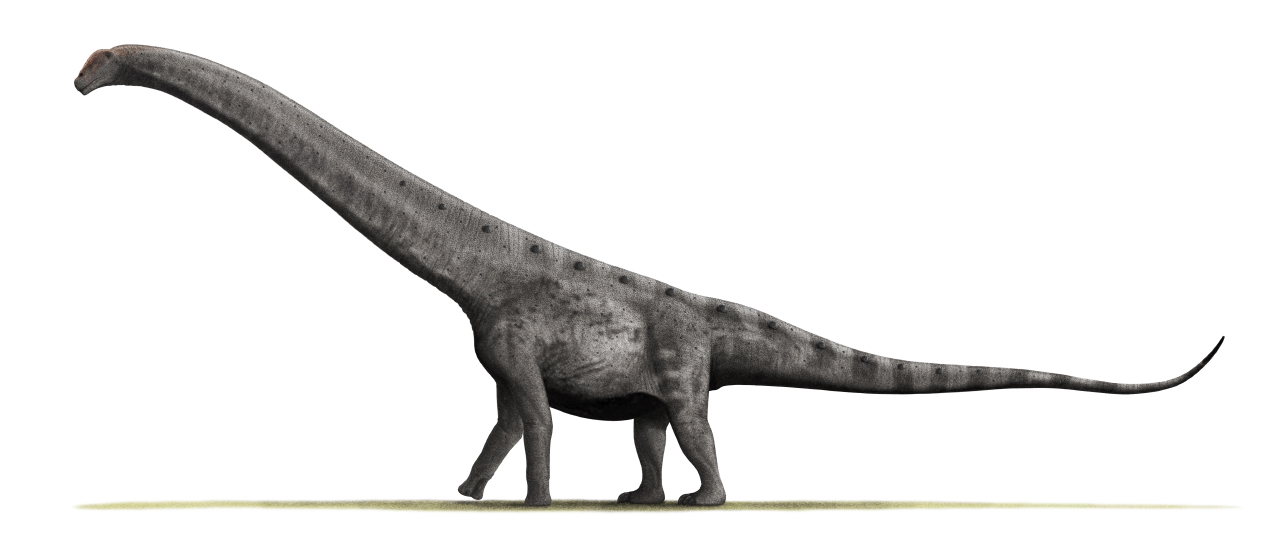
Argentinosaurus

Die zwei Ordnungen innerhalb der Neosauropoda sind die Diplodocoidea und die Macronaria. Das Kladogramm von Upchurch et al. aus dem Jahr 2004 zeigt die Innere Systematik:
|                         | Diplodocidae     |
|                         |                  |
|                         | Dicraeosauridae  |
|                         |                  |
|                         | Rebbachisauridae |
| Vorlage:Klade/Wartung/3 |                  |

|                   | Camarasauridae                                                   |
|                   |                                                                  |
| Titanosauriformes | \| \| Brachiosauridae \| \| \| \| \| \| Titanosauria \| \| \| \| |
|                   | \| \| Brachiosauridae \| \| \| \| \| \| Titanosauria \| \| \| \| |
|                   | Brachiosauridae                                                  |
|                   |                                                                  |
|                   | Titanosauria                                                     |
|                   |                                                                  |

|  | Brachiosauridae |
|  |                 |
|  | Titanosauria    |
|  |                 |

|                         | Diplodocidae     |
|                         |                  |
|                         | Dicraeosauridae  |
|                         |                  |
|                         | Rebbachisauridae |
| Vorlage:Klade/Wartung/3 |                  |

|                   | Camarasauridae                                                   |
|                   |                                                                  |
| Titanosauriformes | \| \| Brachiosauridae \| \| \| \| \| \| Titanosauria \| \| \| \| |
|                   | \| \| Brachiosauridae \| \| \| \| \| \| Titanosauria \| \| \| \| |
|                   | Brachiosauridae                                                  |
|                   |                                                                  |
|                   | Titanosauria                                                     |
|                   |                                                                  |

|  | Brachiosauridae |
|  |                 |
|  | Titanosauria    |
|  |                 |

Ob die Cetiosauridae ebenfalls zu den Neosauropoden gehört, wird diskutiert, da sie möglicherweise die Stammformen der Neosauropoden sind. Die Cetiosauridae gilt daher als paraphyletisch.